# コンカー・テクノロジーズ
コンカー・テクノロジーズ（英: Concur Technologies）は、米国ワシントン州に本拠を置く出張・経費管理クラウド (SaaS) ベンダー。

## 概略
1993年にアメリカ合衆ワシントン州で創業。フォーチュン500に掲載される企業のうち7割以上が利用、全世界約150カ国の4万社以上、5200万人以上が利用するクラウド型出張・経費管理のデファクトスタンダード。エンタープライズSaaSベンダーとしては、セールスフォースに次いで第2位の売上高を誇る（2018年時点）。
2014年にドイツのエンタープライズソフトウェア企業SAP SEがコンカー・テクノロジーズを約83億ドルで買収。SAP Business Network Groupの中核企業としてクラウド事業を推進中。

## 株式会社コンカー
株式会社コンカーは、コンカー・テクノロジーズの日本法人。株式会社サンブリッジとのジョイントベンチャー形式で2011年2月設立。

### 略歴
- 2011年2月：コンカー・テクノロジーズが株式会社サンブリッジと合弁で日本法人「株式会社コンカー」を設立
- 2011年10月：代表取締役社長 三村真宗が就任
- 2012年2月：Concur Expense の日本での販売を開始
- 2013年9月：日本で Concur Fusion Exchange 初開催
- 2014年12月：コンカー・テクノロジーズとSAPの事業統合が完了
- 2015年2月：「働きがいのある会社」ランキングでベストカンパニー受賞
- 2015年3月：国内経費精算市場でトップシェアを獲得
- 2015年4月：Concur Japan Partner Summit 初開催。
- 2015年6月：国内サービス利用企業数、500社突破。西日本支社、大阪に開設
- 2015年9月：Concur App Center を日本でリリース[2][3][4]。Concur Travel & Expense がグッドデザイン賞を受賞
- 2016年4月：二年連続、国内経費精算市場でトップシェアを獲得
- 2016年5月：西日本支社 名古屋営業所を開設
- 2016年7月：コンカーの規制緩和に関するPR活動を国際PR協会（IPRA）が高く評価、Golden World Award 部門最優秀賞を受賞
- 2016年12月：コンカーの規制緩和に関するPR活動を日本パブリックリレーションズ協会（PRSJ）が高く評価、平成28年度PRアワード グランプリでグランプリを受賞
- 2017年4月：三年連続、国内経費精算市場でトップシェアを獲得
- 2017年4月：コンカー関連書籍「Think!別冊 戦略的コストマネジメント」を東洋経済新報社より発刊
- 2018年2月：Great Place To Work Institute Japanが発表した「働きがいのある会社」ランキング、中規模（従業員100〜999人）部門において1位に選出
- 2018年3月：ソリューションブランド名を「SAP Concur」に刷新
- 2018年3月：業務拡大のため本社を有楽町から銀座 GINZA SIX へ移転。
- 2018年3月：米国に続く第二のイノベーション拠点である Concur Labs Tokyo を日本で設立
- 2018年4月：四年連続、国内経費精算市場でトップシェアを獲得
- 2018年9月：代表取締役社長 三村真宗著「最高の働きがいの創り方」を技術評論社より出版、コンカーで実践する職場、文化、制度作りを解説
- 2019年1月：お客様サポート部門の一部を担う大分支社を開設
- 2019年2月：Great Place To Work Institute Japanが発表した「働きがいのある会社」ランキング、中規模（従業員100〜999人）部門において二年連続1位に選出

## 主な製品
- Concur Expense - クラウド型経費精算システム[5]。日本市場で790社の導入実績（2018年7月現在）。
- Concur Travel - クラウド型出張予約システム。
- Concur Invoice - クラウド型請求書管理システム。
- Business Intelligence - 分析レポート機能。
- Concur Risk Management - 出張者リスク管理。